# Eudianodes congolensis
Eudianodes congolensis là một loài bọ cánh cứng trong họ Cerambycidae.